# Рачинский, Винцент
Винцент Рачинский (1771, Бышки — 1857, Курляндия) — польский граф, рыцарь Мальтийского ордена, камергер последнего польского короля Станислава Августа Понятовского и российского императора Николая I Павловича.

## Биография
Представитель польского дворянского рода Рачинских герба «Наленч». Сын Юзефа Рачинского, основатель курляндской линии рода Рачинских.
Винцент Рачинских родился в имении Бышки, на территории Великой Польши. Рано осиротел и воспитывался в рогалинской усадьбе Рачинских, где находился под опекой своего родственника, маршалка надворного коронного Казимира Рачинского. В 1793 году Казимир отправил его на Мальту для обучения и вступления в Мальтийский Орден. В 1797 году Винцент Рачинский стал рыцарем Мальтийского Ордена. Участвовал в боях с пиратами. Российский император Павел I Петрович, принявший на себя в 1798 году титул великого магистра Мальтийского ордена, назначил его орденским комтуром. Уехал в Россию, и в конечном итоге поселился в Митаве (Курляндия), купил имения Zenhof и Rothof, основав курляндскую линию семьи Рачинских.
Скончался при невыясненных обстоятельствах на вечеринке друзей, слишком увлекшись танцами и, вероятно, злоупотребляя алкоголем.
В 1806 году граф Винцент Рачинский женился на Луизе Анне Вильгельмине Людингаузен-Вольф (1788—1824), дочери Георга Кристора Людингаузена-Вольфа (1751—1807), последнего канцлера Курляндского герцогства. Супруги имели четырех детей:
- Вильгельм Леопольд (1808—1889), участник польского восстания 1830—1831 годов
- Александр Эдвард (1813—1895)
- Эмилия (род. 1816)
- Эдвард Атанасий (1824—1854), погиб в битве на реке Альма[3].